# Francisco Jacinto Funes de Villalpando y Clemente
Francisco Jacinto de Villalpando y Clemente (Velilla de Ebro, c. 1618 – Zaragoza, 1679) fue un noble, militar, político y escritor español del siglo XVII.

## Biografía
Francisco Jacinto fue el primogénito de Juan Antonio de Funes de Villalpando, séptimo barón de Quinto y primer marqués de Osera, y de María Clemente y Enríquez de Lacarra. Nació en Velilla, parte de los estados de su padre, hacia 1618. Francisco Jacinto recibió una educación ilustrada, influido por la afición de su padre a las letras.
En 1635 empezó una carrera militar en Italia, sirviendo en el Tercio de Lombardía tras estallar la guerra franco-española. Combatió entre otras acciones en Tornavento (1636), Breme (1636) y Vercelli (1638). Fue herido tanto en la primera como en la última de las acciones, ascendiendo en el escalafón militar y obteniendo una licencia para recuperarse. Tras reincorporarse al ejército siguió combatiendo en el frente catalán del mismo conflicto, participando en el sitio de Salces y recibiendo finalmente el mando del Tercio de Aragón en 1642. Al mando de este actuó de gobernador de Fraga, que fortificó.
En paralelo sucedió a su padre como marqués de Osera, así como en las baronías de Quinto, Cabañas, Figueruelas y Estopiñán, dado el mayorazgo que este había establecido. También contrajo matrimonio con Anastasia Abarca de Bolea y Almazán, hija del marqués de Torres. Francisco Jacinto delegó en su sargento mayor las operaciones del sitio de Lérida y participó en las Cortes del Reino de Aragón en el que había heredado un puesto en virtud de su título. Fue designado "escribano de ración" o responsable de las cuentas militares del reino y fue pasando a una carrera más política. Es también el periodo en que se dedica a la escritura.
Como autor constan obras de múltiples géneros, bajo su nombre y bajo seudónimos. Estas incluyen la obra teatral Más pueden celos que amor (publicada en Zaragoza en 1642 o 1645 y representada con gran éxito en 1647) la novela Escarmientos de Jacinto (publicada en Zaragoza como Fabio Climente en 1645 y reeditada en 1650), textos sacros como el poema influido por la obra de Luigi Tansillo Lágrimas de san Pedro (publicada en Pamplona en 1653 haciéndose pasar por un religioso Fray Jacinto de San Francisco) o una Vida de santa Isabel (como Fabio Climente, publicado en Zaragoza en 1655) y finalmente un Amor enamorado (como Fabio Climente, publicado en Zaragoza en 1655). Su obra tuvo una buena recepción en vida, recibiendo elogios de Baltasar Gracián. Se le han atribuido sin consenso obras adicionales, a menudo confundiéndolo con Baltasar de Funes y Villalpando.
Su carrera literaria termina en 1655, probablemente porque se trasladó a vivir a la corte en Madrid. A su muerte sin descendencia le sucedió su hermano José de Funes de Villalpando.